# Прва влада Милана Стојадиновића
Прва влада Милана Стојадиновића је била влада Краљевине Југославије од 24. јуна 1935. до 7. марта 1936. године.

## Чланови владе
| Функција                                                     | Слика             | Име и презиме      | Детаљи                      |
| ------------------------------------------------------------ | ----------------- | ------------------ | --------------------------- |
| Председник Министарског савета и министар иностраних послова |                   | Милан Стојадиновић |                             |
| Министар војске и морнарице                                  |                   | Петар Р. Живковић  |                             |
| Министар унутрашњих послова                                  |                   | Антон Корошец      |                             |
| Министар правде                                              |                   | Људевит Ауер       | до 24. 8. 1935.             |
| Министар правде                                              | Миле Мишкулин     |                    |                             |
| Министар просвете                                            |                   | Добривоје Стошовић |                             |
| Министар финансија                                           |                   | Душан Летица       |                             |
| Министар грађевина                                           |                   | Милош Бобић        | до 22. 12. 1935.            |
| Министар грађевина                                           | Марко Кожуљ       |                    |                             |
| Министар трговине и индустрије                               |                   | Милан Врбанић      |                             |
| Министар пољопривреде                                        |                   | Светозар Станковић |                             |
| Министар пошта, телеграфа и телефона                         |                   | Бранко Калуђерчић  | од 1. 9. 1935.              |
| Министар шума и рудника                                      |                   | Игњат Стефановић   | до 24. 8. 1935.             |
| Министар шума и рудника                                      | Ђура Јанковић     |                    |                             |
| Министар саобраћаја                                          |                   | Мехмед Спахо       |                             |
| Министар социјалне политике и народног здравља               |                   | Никола Прека       | до 24. 8. 1935.             |
| Министар социјалне политике и народног здравља               |                   | Мирко Комненовић   | заступник, до 22. 12. 1935. |
| Министар социјалне политике и народног здравља               | Драгиша Цветковић |                    |                             |
| Министар физичког васпитања                                  |                   | Мирко Комненовић   | до 22. 12. 1935.            |
| Министар физичког васпитања                                  |                   | Драгиша Цветковић  | заступник                   |
| Министар без портфеља                                        |                   | Шефкија Бехмен     |                             |
| Министар без портфеља                                        |                   | Ђура Јанковић      | до 24. 8. 1935.             |
| Министар без портфеља                                        |                   | Миха Крек          | од 1. 9. 1935.              |